# Edales lanka
Edales lanka är en fjärilsart som beskrevs av Evans 1925. Edales lanka ingår i släktet Edales och familjen juvelvingar. Inga underarter finns listade i Catalogue of Life.